# Apolimský průliv
Apolimský průliv (anglicky Apolima Strait) je průliv mezi dvěma hlavními ostrovy Savai'i a Upolu státu Samoa. V nejužším místě je široký 13-16 kilometrů. Místo, kde pluje trajekt z města Mulifanua (Upolu) do města Salelologa (Savai'i), je široké přibližně 21 kilometrů. Cesta mezi těmito městy trvá 90 minut.
V průlivu se nachází ostrovy:
- Manono (obývaný, jsou zde 4 vesnice)
- Apolima (obývaný, je zde 1 vesnice)
- Nu’ulopa (neobývaný kvůli své velikosti)[2]